# 田坂浩樹
田坂 浩樹（たさか ひろき、9月6日 - ）は、日本の男性声優。プロダクション・エース所属。北海道出身。

## 人物
趣味・特技はパソコン、ツーリング、スキー。
資格は自動二輪免許。

## 出演
太字はメインキャラクター。

### テレビアニメ
2006年
- 内閣権力犯罪強制取締官 財前丈太郎（カーディーラー、菅原）

2008年
- 隠の王（記者）

2009年
- アラド戦記〜スラップアップパーティー〜（ダークエルフB、グレートテンタクル）
- 鋼殻のレギオス（第5小隊隊員）
- 戦場のヴァルキュリア（中隊長）

2010年
- おまもりひまり（妖）

2013年
- 宇宙戦艦ヤマト2199（バシブ・バンデベル、第三格納庫管制員）

2016年
- 甘々と稲妻（アナウンス）
- ブレイブウィッチーズ（医者）

2018年
- HUGっと!プリキュア（薬師寺修司）
- レイトン ミステリー探偵社 〜カトリーのナゾトキファイル〜（カール・モーデン）

2019年
- 賢者の孫（セシル＝フォン＝クロード）

2021年
- メガトン級ムサシ（2021年 - 2023年、岸部勝利、サイモン・レイダー、ドリスコンティ・ソルダ） - 2シリーズ

### 劇場アニメ
- 宇宙戦艦ヤマト2199 星巡る方舟（2014年、バシブ・バンデベル[4]）

### OVA
- 一発必中!!デバンダー（2012年、ロボニー[5]）
- ストライクウィッチーズ Operation Victory Arrow Vol.3 アルンヘムの橋（2015年、医者）
- 宇宙戦艦ヤマト2202 愛の戦士たち（ヴィルホ[6]）※ODS作品、2018年秋テレビ放送開始予定

### ゲーム
- アンチャーテッド 砂漠に眠るアトランティス（2011年）
- LEGO マーベル スーパー・ヒーローズ ザ・ゲーム（2013年、ハルク）
- レインボーシックス シージ(Tom Clancy`s Rainbow Six Siege)（2015年）
- メガトン級ムサシ（2021年）

### ドラマCD
- 織田信奈の野望（木下藤吉郎）
- 長州ファイブ（ガウアー）

### 吹き替え

#### 映画
- アート・オブ・ウォー2（グレアム）
- アイアンマン2 ※劇場公開版
- アパッチ砦（コリングウッド〈ジョージ・オブライエン〉）※PDDVD版
- アドレナリン
- アフターライフ
- 雨に唄えば（デクスター〈ダグラス・フォーリー〉）※PDDVD版
- アルビン2 シマリス3兄弟 vs. 3姉妹
- アンダートウ 決死の逃亡（ジョン〈ダーモット・マローニー〉）
- イン・ジャングル 地獄からの脱出
- イエスタデイ 沈黙の刻印（狂った男〈オム・チュンベ〉）
- ウェス・クレイヴン's カースド
- ウィッチマウンテン/地図から消された山
- ウルヴァリン:X-MEN ZERO（サラリーマン）
- エアベンダー
- エアポート/タービュランス（トミー〈テリー・チェン〉）
- エグザイル/絆（ファット）
- エル・カンタンテ（パポ）
- 狼の街（ムーサ〈ヴァル・キルマー〉）
- オオカミは嘘をつく（ヨラム〈ドヴ・グリックマン〉）
- ガン&スピリット（シェーマス）
- かえるくんとマックス（バス運転手）
- 片腕ドラゴン（シャオリー）※DVD・BD新録版
- 蛾人間モスマン（フランク〈ジェリー・レッギオ〉）
- キャピタリズム〜マネーは踊る〜
- 救命艇 ※PDDVD版
- 疑惑の影（ハーバート・ホーキンス〈ヒューム・クローニン〉）※PDDVD版
- ゴージャス
- コードネーム:バンシー（アンソニー〈トミー・フラナガン〉）
- 子鹿物語（レム〈フォレスト・タッカー〉）※PDDVD版
- ザ・エッグ 〜ロマノフの秘宝を狙え〜（ウェーバー警部補〈ロバート・フォスター〉）
- S.A.D米国特殊部隊（ライリー）
- ザ・レジェンド・オブ・ルーシー・キーズ
- 幸せはシャンソニア劇場から
- ジェシカ・シンプソンのミリタリー・ブロンド（シドニー）
- ジェシカ・シンプソンのワーキング・ブロンド（男友達）
- ジェニーはティーン☆ロボット
- シップ・オブ・ノーリターン 〜グストロフ号の悲劇〜（ペトレ〈カール・マルコヴィクス〉）
- シティ・オン・ファイアー
- 縞模様のパジャマの少年
- ステルス・ウォーズ 狙われた最新鋭戦闘機
- スモーキン・エース/暗殺者がいっぱい
- ゼア・ウィル・ビー・ブラッド
- ソフィー・マルソーの愛人（アントワーヌ〈シャルル・ベルラン〉）
- ダーウィン・アワード
- ダークナイト ※ソフト版
- ダークネスナイト（コルチャーク〈リチャード・モール〉）
- 第3逃亡者（巡査部長〈ジョン・ロングデン〉）
- 第三の男（クルツ男爵〈エルンスト・ドイッチュ〉[7]）※N.E.M版
- 誰が為に鐘は鳴る
- 沈黙の激突
- 沈黙の追撃
- D-WARS ディー・ウォーズ
- となりのサインフェルド
- トランスフォーマー/ダークサイド・ムーン（バス・オルドリン）
- トランスポーター3 アンリミテッド
- トリックマスター（警部）
- トロイの秘宝を追え!
- ナイト・ガーディアンズ（イーゴリ〈レオニド・ヤルモルニク〉）
- 201X（ルッツ）
- ニュースメーカーズ（キラー〈セルゲイ・ガルマッシュ〉）
- パーシー・ジャクソンとオリンポスの神々
- バイオウルフ（ジュールス）
- バグダッドの盗賊（バスラ王〈モートン・セルテン〉）※PDDVD版
- パブリック・エネミーズ（ホーマー・ヴァン・ミーター〈スティーヴン・ドーフ〉）
- バルカン超特急（ドッポ〈フィリップ・リーヴァー〉）※PDDVD版
- バレエ・シューズ（マシュー・ブラウン〈リチャード・グリフィス〉）
- バンテージ・ポイント
- ブラック・スコルピオン
- ブルーサンダー ※ソフト版
- ベルベット・スパイダー
- ホステージ・オブ・エネミーライン（グリンゴ〈アルヴァーロ・ガルシア〉）
- 炎の英雄 シャープ
- 満州帝国崩壊 〜ソビエト進軍1945〜
- ミッション:アルティメット（ペストレンスキー〈ドミトリー・ドブジンスキー〉）
- 皆殺しの流儀（リッチー〈イアン・オギルビー〉）
- 名犬リンチンチン（ウィリアム・ホープ）
- Men&Legends（ソウ、坂西）
- 燃ゆる呉越（計倪）
- レッドベルト 傷だらけのファイター
- ローマの休日（将軍〈テュリオ・カルミナティ〉[7]）※N.E.M版
- ワールド・オブ・ライズ

#### ドラマ
- iCarly（ウエンブリー先生）
- アウトバーン・スピード
- 倚天屠龍記（鹿杖客、朱元璋、円音、唐文文亮、呉勤草、左賢王）
- イルジメ〜一枝梅（コンガル〈アン・ギルガン〉）
- エデンの東（サンシク）
- NCIS 〜ネイビー犯罪捜査班
- 華麗なるペテン師たち4
- ゴースト 〜天国からのささやき（ペルティエ医師〈スティーヴン・トボロウスキー〉）
- ゴースト 〜天国からのささやき シーズン2（リック・ペイン教授〈ジェイ・モーア〉）
- コールドケース6
- 恋歌（パク・ヨンギュ）
- 項羽と劉邦 King's War（蒯徹〈ジー・チャンゴン〉）
- CSI:9 科学捜査班（アーサー・ブリスターマン）
- CSI:マイアミ6（ピーター・カレン）
- CSI:マイアミ7
- CSI:ニューヨーク3
- CSI:ニューヨーク5（マキャベリ・テイラー〈クリス・ドートリー〉）
- 24 -TWENTY FOUR- シーズン3
- Dr.HOUSE シーズン2（パトリック）
- NUMBERS 天才数学者の事件ファイル ※異なる役で毎回レギュラー出演
  - シーズン2（アンティークディーラー〈クライド・クサツ〉 他）
  - シーズン3（グラハム・ラーソン刑事〈スティーヴン・カルプ〉、リード・サラシン〈ジェイソン・ベギー〉、ウォールデン〈アーミン・シマーマン〉、スティーブ・ダビッドソン刑事〈ランス・レディック〉、タイラー〈スコット・メンヴィル〉 他）
  - シーズン4（ビル・ウォルディ博士〈ビル・ナイ〉 他）
- 花より男子
- ビクトリアス
- THE FLASH/フラッシュ（ロイ・G・ビボロ / レインボー・レイダー〈ポール・アンソニー〉）
- プリズン・ブレイク シーズン3
- ボーンキッカーズ 考古学調査班
- ホワイトカラー（アキヒロ）
- ホワイトカラー シーズン5（マイケル・ホルト〈アーロン・アール・マクファーソン〉）
- MAD MEN（ヘンリー）
- THE MENTALIST メンタリストの捜査ファイル4（リチャード・ハイバック〈ウィリアム・メイポーザー〉）
- リゾーリ&アイルズ ヒロインたちの捜査線（クイン）
- ロビン・フッド（マッチ〈サム・スルートン〉）
- 孔子（杵臼）

#### アニメ
- おさるのジョージ
- 小さなバイキング ビッケ（スベン[8]）

### ボイスオーバー
- 現代の驚異シリーズ（ヒストリーチャンネル）
- シェフのテーブル（トニー・タン、アダム・サックス、ジャック、デヴィッド・バーバー）
- ドッグファイト 〜華麗なる空中戦〜（ヒストリーチャンネル）
- BS世界のドキュメンタリー（NHK-BS1）

### シリーズ一覧
1. ↑  シーズン1（2021年）、シーズン2（2022年 - 2023年）